# Palazzo Ruffo della Scaletta

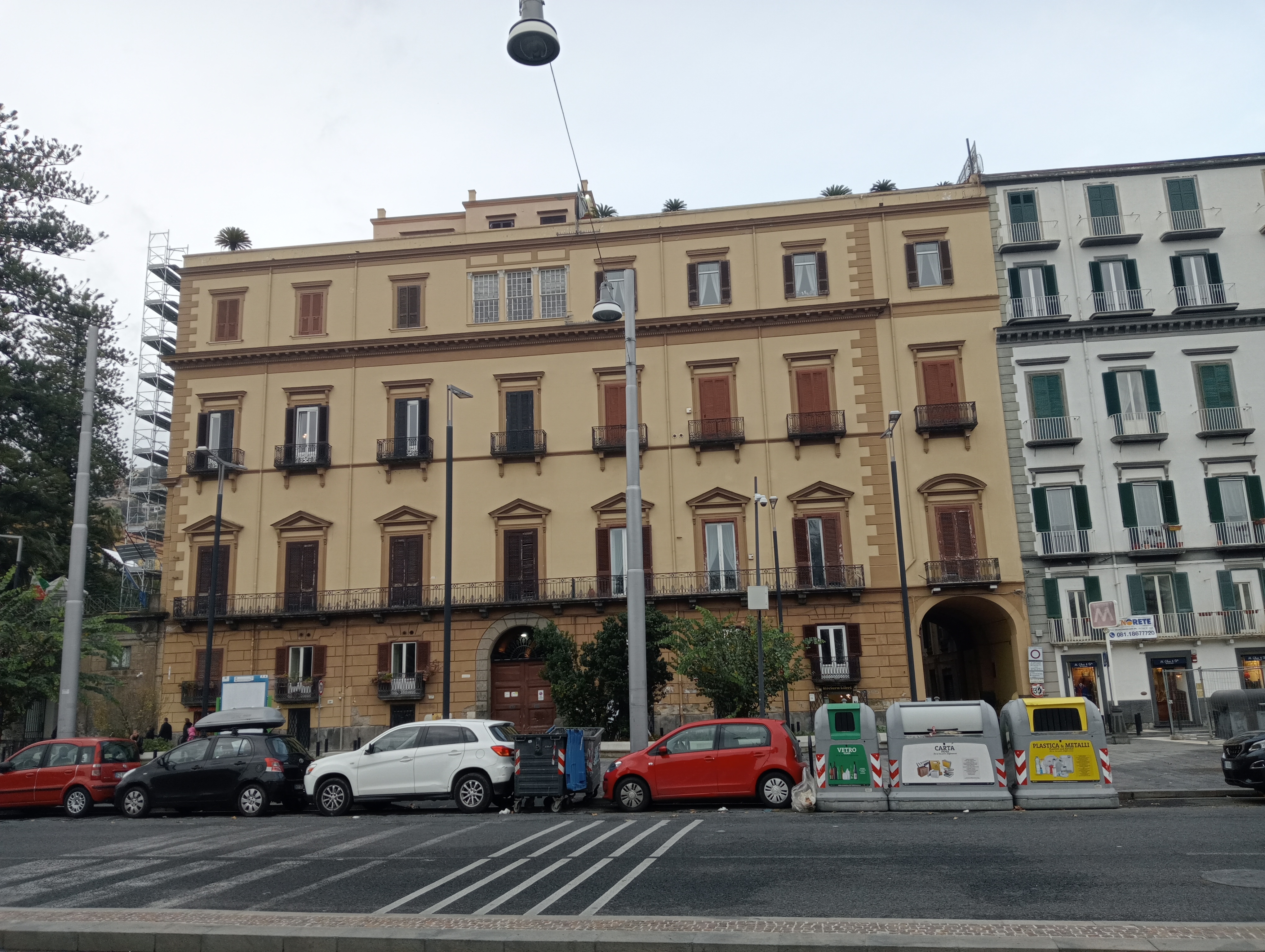
Palazzo Ruffo della Scaletta in Neapel

Der Palazzo Ruffo della Scaletta (auch Palazzo Carafa di Belvedere) ist ein Palast aus dem 17. Jahrhundert im Viertel Chiaia in Neapel in der italienischen Region Kampanien. Er liegt an der Riviera di Chiaia, 202.

## Geschichte und Beschreibung
Der Palast wurde für die Familie Carafa errichtet und gehörte zum Grundbesitz von Tiberio Carafa, der dort einen zoologischen Garten mit wilden Tieren einrichtete, wie Carlo Celano berichtet. Darüber hinaus wurden in dem Park Jagdausflüge organisiert.
Im 19. Jahrhundert wurde der Palast im klassizistischen Stil umgestaltet: Die Fassade wurde in den Jahren 1832–1835 von Bauingenieur Francesco Saverio Ferrari neu aufgebaut, während der Innenhof, die Treppe und das zweite Obergeschoss von Guglielmo Bechi im Auftrag des Herzogs Ruffo della Scaletta überarbeitet wurden.
Die große Repräsentationstreppe ist das interessanteste architektonische Element: Sie hat einen achteckigen Grundriss und eine abschließende, kleine Kuppel, ist mit klassizistischem Stuck dekoriert und Statuen aus Marmor schmücken sie. Das vorgelagerte Atrium hat dagegen eine gerillte Tonnengewölbedecke, die von korinthischen Säulen und Pilastern gestützt wird und in ihrer räumlichen Ausrichtung von der berühmten, borromininischen Perspektive des Palazzo Spada inspiriert wurde. In einigen Räumen im Zwischengeschoss und im ersten Obergeschoss sind noch die Fresken von Salvatore Giusti erhalten, ebenso wie die Stuckdekorationen aus der Zeit der Überarbeitung unter Bechi.
In dem Gebäude war bis 2012 das Goethe-Institut untergebracht. 2022 kaufte die Associazione Costruttori Edili della Provincia di Napoli den Palast; sie ließ die Außenfassaden in Weiß und Grau neu streichen und die Stuckdekorationen im Atrium und an der Treppe, sowie die Fresken im ersten Obergeschoss restaurieren.